# Roger Guillemin
Roger Guillemin (Dijon, 11 de janeiro de 1924 – San Diego, 21 de fevereiro de 2024) foi um endocrinologista francês.
Foi agraciado com a Medalha Nacional de Ciências em 1976, e o Nobel de Fisiologia ou Medicina de 1977, por estudos relacionados com vários hormônios produzidos pelo hipotálamo.

## Biografia
Completando seu trabalho de graduação na Universidade de Borgonha, Guillemin recebeu seu diploma de M.D. da Faculdade de Medicina em Lyon, em 1949, e foi para Montreal, Quebec, para trabalhar com Hans Selye, no Instituto de Medicina e Cirurgia Experimental na Université de Montréal, onde recebeu um Ph.D. em 1953. No mesmo ano, ele se mudou para os Estados Unidos para se juntar ao corpo docente da Baylor College of Medicine em Houston. Em 1965, ele se tornou um cidadão naturalizado dos Estados Unidos. Em 1970, ajudou a criar o Instituto Salk, em La Jolla, Califórnia, onde trabalhou até a aposentadoria em 1989.
Guillemin e Andrew V. Schally descobriram as estruturas de TRH e GnRH em laboratórios separados. O processo desta descoberta científica no laboratório de Guillemin é o tema de um estudo realizado por Bruno Latour e Steve Woolgar, publicado pela Laboratory Life.
Guillemin morreu em 21 de fevereiro de 2024, aos cem anos, em San Diego.

## Livros
- Wade, Nicholas (1981). The Nobel Duel (em inglês). [S.l.]: Doubleday. ISBN 978-0-385-14981-5